# Alejandro Mayorkas
Alejandro Nicholas Mayorkas, né le 24 novembre 1959 à La Havane, est un juriste et homme politique américain, membre du Parti démocrate. Il est secrétaire à la Sécurité intérieure des États-Unis du 2 février 2021 au 20 janvier 2025.
Il naît à Cuba mais grandit à Los Angeles. Après ses études en droit, il devient avocat, puis procureur fédéral en 1998.
Il est désigné en 2009 directeur des services d'immigration du département de la Sécurité intérieure par Barack Obama et travaille à l'implantation du statut DACA. En 2013, il devient secrétaire adjoint du département.
Après l'élection de Joe Biden, il devient secrétaire à la Sécurité intérieure, étant le premier Latino et le premier immigrant à occuper cette fonction.

## Famille et études
Alejandro Mayorkas naît le 24 novembre 1959 à La Havane. Sa famille quitte l'île de Cuba peu après, en raison de l'arrivée au pouvoir de Fidel Castro ; ses deux parents sont de confession juive et sa mère est une Juive roumaine qui avait fui l'Europe dans les années 1940 pour échapper au régime nazi.
Sa famille s'installe d'abord en Floride, puis à Los Angeles. Il étudie en premier lieu à l'université de Californie à Berkeley, où il passe avec succès un baccalauréat universitaire. Il s'inscrit ensuite à l'université Loyola Marymount, où il obtient son diplôme en droit,.

## Vie professionnelle

### Avocat et procureur
Alejandro Mayorkas commence par travailler comme avocat, avant de devenir assistant du procureur fédéral dans le district central de Californie. Bill Clinton le propose en 1998 comme procureur fédéral, faisant de lui le plus jeune titulaire d'une telle fonction après qu'il a été confirmé par le Sénat,.
Après l'élection de George W. Bush, il démissionne de son poste au sein du département de la Justice (DOJ) en avril 2001 et retourne cinq mois plus tard travailler dans le secteur privé, en qualité d'associé au sein du cabinet d'avocats O’Melveny & Myers, dont l'un des associés principaux est l'ancien secrétaire d'État Warren Christopher. Ce dernier affirme qu'Alejandro Mayorkas « apporte une connaissance profonde du service public et de fortes qualités personnelles pour la pratique du droit », estimant que le cabinet « a de la chance de le compter comme associé ».

### Cadre du département de la Sécurité intérieure
En 2009, Barack Obama place Alejandro Mayorkas à la direction des Services de la Citoyenneté et de l'Immigration (en) (USCIS). Dans cette fonction, il est l'un des principaux responsables de la mise en œuvre du programme d'action différée pour les arrivées pendant l'enfance (DACA).
Le président américain choisit en 2013 de lui confier les fonctions de secrétaire adjoint à la Sécurité intérieure, ce qui fait de lui le Latino occupant la position la plus élevée au sein du département de la Sécurité intérieure. Lors du vote du comité sénatorial de la Sécurité intérieure et des Affaires gouvernementales le 11 décembre, l'ensemble des démocrates vote pour soumettre sa confirmation en séance plénière, tandis que tous les républicains s'abstiennent puisque Alejandro Mayorkas est sous le coup d'une enquête pour son action en matière de visas pour des investisseurs étrangers. Il est confirmé neuf jours plus tard par 54 voix pour et 41 contre.
Un rapport remis en 2015 par l'Inspection générale du département de la Sécurité intérieure (en) critique son intervention personnelle dans plusieurs dossiers de demande de permis de séjour permanents pour investisseurs étrangers (en), dont certains requérants étaient proches de hauts responsables du Parti démocrate.
Par la suite, il réintègre le privé en qualité d'associé du cabinet WilmerHale, où il se spécialise dans la gestion de crise et le conseil stratégique.

## Secrétaire à la Sécurité intérieure
Le 23 novembre 2020, le président élu Joe Biden annonce qu'il proposera la nomination d'Alejandro Mayorkas en qualité de secrétaire à la Sécurité intérieure, faisant de lui le premier Latino à occuper ce poste. Selon Alan Bersin, ancien haut responsable du département de la Sécurité intérieure, Alejandro Mayorkas représente un positionnement « centriste », cherchant à concilier l'aide humanitaire aux personnes migrantes avec la nécessité de protéger les frontières américaines.
Le sénateur républicain du Missouri Josh Hawley annonce le 19 janvier 2021 qu'il bloque la volonté des démocrates et du futur chef de l'État de procéder à une confirmation rapide du candidat en raison de la volonté du président-élu remettre en cause le mur à la frontière mexicaine. Cette posture est critiquée par les démocrates, qui rappellent que le sénateur Hawley avait déjà tenté de retarder la certification des résultats de l'élection présidentielle.
Sur proposition du chef de la majorité Chuck Schumer, le Sénat vote le 31 janvier par 55 voix — ce qui inclut plusieurs républicains — contre 42 de clore la procédure, permettant la tenue du scrutin de confirmation dès le lendemain. Le vote est cependant repoussé au 2 février, en raison d'une tempête de neige qui perturbe les déplacements sur la côte est des États-Unis et alors que plusieurs sénateurs ont rejoint leurs États d'élection pendant la fin de semaine précédente.
Le chef de la minorité républicaine Mitch McConnell estime avant le scrutin qu'Alejandro Mayorkas « ne mérite pas la confirmation du Sénat » et appelle ses collègues à l'imiter en s'y opposant, en raison du rapport de l'Inspection générale établi en 2015 ; à l'inverse, le sénateur démocrate du Michigan Gary Peters, président du comité de la Sécurité intérieure et des Affaires gouvernementales le juge « hautement qualifié pour garantir que le département de la Sécurité intérieure travaille à la protection du peuple »,.
La confirmation est acquise par 56 voix contre 43, soit à ce moment le plus faible écart pour un membre de l'administration Biden ; en plus d'être le premier Hispano-Américain à ce poste, il est également le premier immigrant à diriger ce département exécutif. Il reçoit les votes favorables de six républicains, Susan Collins, Mitt Romney, Dan Sullivan, Shelley Moore Capito, Lisa Murkowski et Rob Portman, ce dernier étant le coordonnateur des républicains au sein du comité sénatorial de la Sécurité intérieure. Le 15 mars suivant, il est dépassé par la nouvelle secrétaire à l'Intérieur Deb Haaland, qui recueille 51 votes favorables contre 40.
En mai 2023, à l'approche de l'expiration d'une mesure sanitaire connue sous le nom de « Title 42 », en référence au titre 42 du code des États-Unis,  prise sous Donald Trump permettant d'expulser sans délai les migrants franchissant les frontières terrestres des États-Unis, le gouvernement annonce vouloir déployer 1 500 soldats supplémentaires à la frontière sud. Il craint avec la fin de cette mesure un pic des arrivées. Alejandro Mayorkas précise alors que dès le 11 mai, un autre article, « Title 8 » sera appliqué. Celui-ci prévoit des refoulements accélérés, assortis d'une interdiction de nouvelle entrée sur le territoire pendant cinq ans et de possibles poursuites pénales.
Le 13 février 2024, la Chambre des représentants à majorité républicaine lance une procédure de destitution (impeachment) à son encontre par 214 voix pour et 213 voix contre, tous les démocrates s'y opposant ainsi que trois républicains. L'acte d'impeachment est envoyé au Sénat le 16 avril et débouté le lendemain,.